# Hanriot HD.1
De Hanriot HD.1 (Hanriot-Dupont 1) was een Frans eenmotorig jachtvliegtuig uit de Eerste Wereldoorlog. Het toestel werd geproduceerd door de firma Aéroplanes Hanriot et Cie van luchtvaartpionier René Hanriot.
Deze eenzitter, aangedreven door een Le Rhône rotatiemotor van 120 pk, vloog voor het eerst in juni 1916 en kwam in de zomer van 1917 in dienst. In het eigen land kende het toestel evenwel weinig succes, omdat de Franse luchtmacht de voorkeur gaf aan de SPAD S.VII; enkel de Franse marine kocht 35 exemplaren. Het had meer succes in België, dat 125 exemplaren kocht, en Italië, dat circa 830 machines aanschafte, die onder licentie werden gebouwd door Macchi. De Belgische aas Willy Coppens behaalde veel van zijn overwinningen met de Hanriot. De Belgische HD.1s werden tot het einde van de jaren 1920 gebruikt. Na de oorlog werden enkele exemplaren verkocht aan Zwitserland, Ecuador en Venezuela, en de U.S. Navy gebruikte eveneens enkele toestellen na de oorlog. In totaal zijn er ongeveer 1200 HD.1s gebouwd.
De Hanriot HD.1 was een robuust, wendbaar en makkelijk te besturen vliegtuig, maar was wat onderbewapend met standaard een enkel gesynchroniseerd Vickers-machinegeweer van 7,7 mm. Sommige exemplaren werden uitgerust met twee machinegeweren, maar dat ging ten koste van de klimsnelheid en het plafond van het vliegtuig.